# Rugezi-Feuchtgebiet
Das Rugezi-Feuchtgebiet liegt in einem Tal in der hochgelegenen Nordprovinz von Ruanda. Es wurde am 12. Januar 2005 als erstes Ramsar-Gebiet des Landes unter der Bezeichnung Rugezi-Burera-Ruhondo ausgewiesen. Für die Verwaltung ist die Rwanda Environment Management Authority (REMA) zuständig, die dem Umweltministerium untersteht. Das Feuchtgebiet ist ein wichtiger Lebensraum für Vogelarten wie den stark gefährdeten Südafrika-Kronenkranich.

## Geographie
Das Feuchtgebiet befindet sich zum Großteil innerhalb des Distrikts Burera und liegt nur im äußersten Südosten im Distrikt Gicumbi. Es liegt in einem von sich rund 400 m erhebenden Bergen umgebenen Tal nahe der Grenze zu Uganda auf etwa 2050 m Höhe und umfasst eine Fläche von 6736 Hektar. Der jährliche Gesamtniederschlag liegt bei etwa 1050 bis 1200 mm. Das Moor speist den Rugezi, der nach Nordwesten in den Burera- und weiter nach Süden in tiefergelegenen Ruhondo-See abläuft. An beiden Seen befinden sich Wasserkraftwerke. Das Wasser aus dem Rugezi-Moor macht etwa 50 % des Zuflusses in den Burera-See aus. Vom Ruhondo-See fließt der Mukungwa nach Süden ab und mündet in den Nyabarongo, der zum Flusssystem des Nils gehört.

## Flora und Fauna

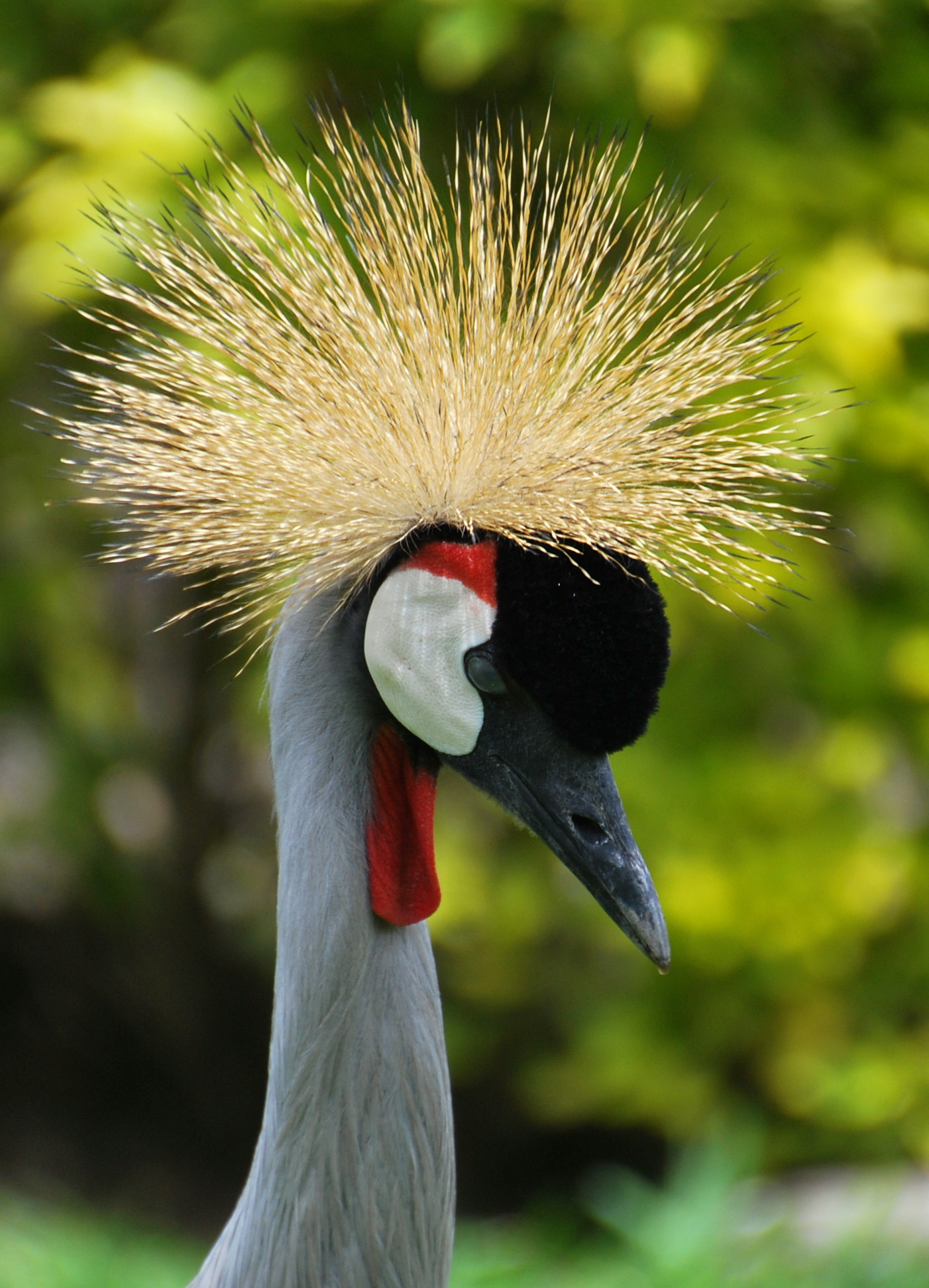
Der Bestand an Südafrika-Kronenkranichen hat im Schutzgebiet zuletzt wieder zugenommen (Bild aus Ruhengeri, Ruanda)

### Flora
Die Vegetation im Feuchtgebiet wird von der Süßgräserart Miscanthus violaceus dominiert, begleitet von der Süßgrasartigen Xyris valida aus der Familie Xyridaceae, der Heidelbeerenart Vaccinium stanleyi und Heidekräutern. An den Rändern wachsen Bestände der Zypergräserarten Cyperus latifolius und Echter Papyrus am Nordwestende. Im Feuchtgebiet vorkommende Orchideenarten umfassen die stark gefährdete Disa stairsii sowie Satyrium crassicaule und Cynorkis anacamptoides. An Farnen finden sich Thelypteris confluens, Pityrogramma aurantiaca und Königsfarn. Weitere nennenswerte Pflanzenarten sind das Bärlappgewächs Lycopodiella cernua, das Spieß-Torfmoos (Sphagnum cuspidatum) und Sphagnum perichaetiale.

### Fauna

#### Säugetiere
Zu den im Rugezi-Tal vorkommenden Säugetieren zählt die Sitatunga, eine afrikanische Antilopenart. Sie wird von der IUCN als nicht gefährdet eingestuft, ist im Feuchtgebiet jedoch selten, da sie stark für ihr Fleisch gejagt wird. Eine weitere anzutreffende Säugetierart ist der als potentiell gefährdet eingestufte Kapotter, der in Ruanda und Uganda sympatrisch mit dem Kongootter vorkommt. Er ist in Subsahara-Afrika mit Ausnahme des Kongobeckens weit verbreitet, verliert jedoch unter anderem durch Abholzungen, Trockenlegungen von Feuchtgebieten und Überweidung an Lebensraum. Neben Sitatungas und Kapottern kommen in den Rugezi-Sümpfen noch Nagetiere wie zum Beispiel Langschwanzmäuse vor.

#### Vögel
Der Großteil des Sumpfgebiets wird von BirdLife International seit 2001 als Important Bird Area gelistet. Es treten mindestens 43 Arten auf.
Eine vorkommende stark gefährdete Vogelart ist der Südafrika-Kronenkranich. Südafrika-Kronenkraniche werden oft für den Handel gefangen. In Ruanda sind sie ein Statussymbol und stehen für Wohlstand und Langlebigkeit. Sie werden gerne in Hotel- oder Privatgärten gehalten, wobei ihnen häufig die Flügel gebrochen werden, um sie am Wegfliegen zu hindern. Die Kraniche verschwanden daher in Ruanda zunehmend aus der freien Wildbahn mit Bestandsschätzungen von 50 bis 500 Tieren. Im Rugezi-Tal gab es zwischenzeitlich nur noch ein einziges nicht brütendes Paar. Nach einer Medienkampagne, die Amnestie versprach und über die Bestandssituation der beliebten Tiere aufklärte, konnten jedoch 242 Kraniche aus Privathaltungen befreit und teilweise wieder ausgewildert werden. Daraufhin nahm die Anzahl der wild lebenden Südafrika-Kronenkraniche in Ruanda wieder zu. Bei einer Bestandsaufnahme im Jahr 2017 wurden insgesamt 71 Südafrika-Kronenkraniche im Feuchtgebiet gezählt und 487 im Land insgesamt. 2020 waren es bereits 166 im Rugezi-Feuchtgebiet sowie 881 in Ruanda insgesamt und 2023 zuletzt 221 Kraniche im Feuchtgebiet und über 1200 im ganzen Land.
Im Rugezi-Feuchtgebiet lebt zudem ein Anteil von rund 60 Prozent der Gesamtpopulation des als gefährdet eingestuften Kivubuschsängers (Bradypterus graueri), der zur Gattung der Gestrüppsänger innerhalb der Familie der Schwirlverwandten zählt, sowie der nicht gefährdete Bindenbuschsänger (Bradypterus carpalis), der hier laut BirdLife International ungewöhnlicherweise zusammen mit der Schwesterart auftritt. Ebenfalls von der IUCN als gefährdet eingestuft wird der Papyrusspötter und als potentiell gefährdet der Papyruswürger, wohingegen der Papyrusgirlitz (Crithagra koliensis), der Papyruszistensänger (Cisticola carruthersi) und der Halsbandastrild als nicht gefährdet gelten. In den mehr Wasser aufweisenden zentralen und südlichen Bereichen kommen zudem Wasservögel wie die Gelbschnabelente, die Glanzente, der Senegal- und Langzehenkiebitz, das Blaustirn-Blatthühnchen, der Rotgesichtlöffler und der Rotbauchreiher vor.

#### Amphibien, Reptilien und Fische

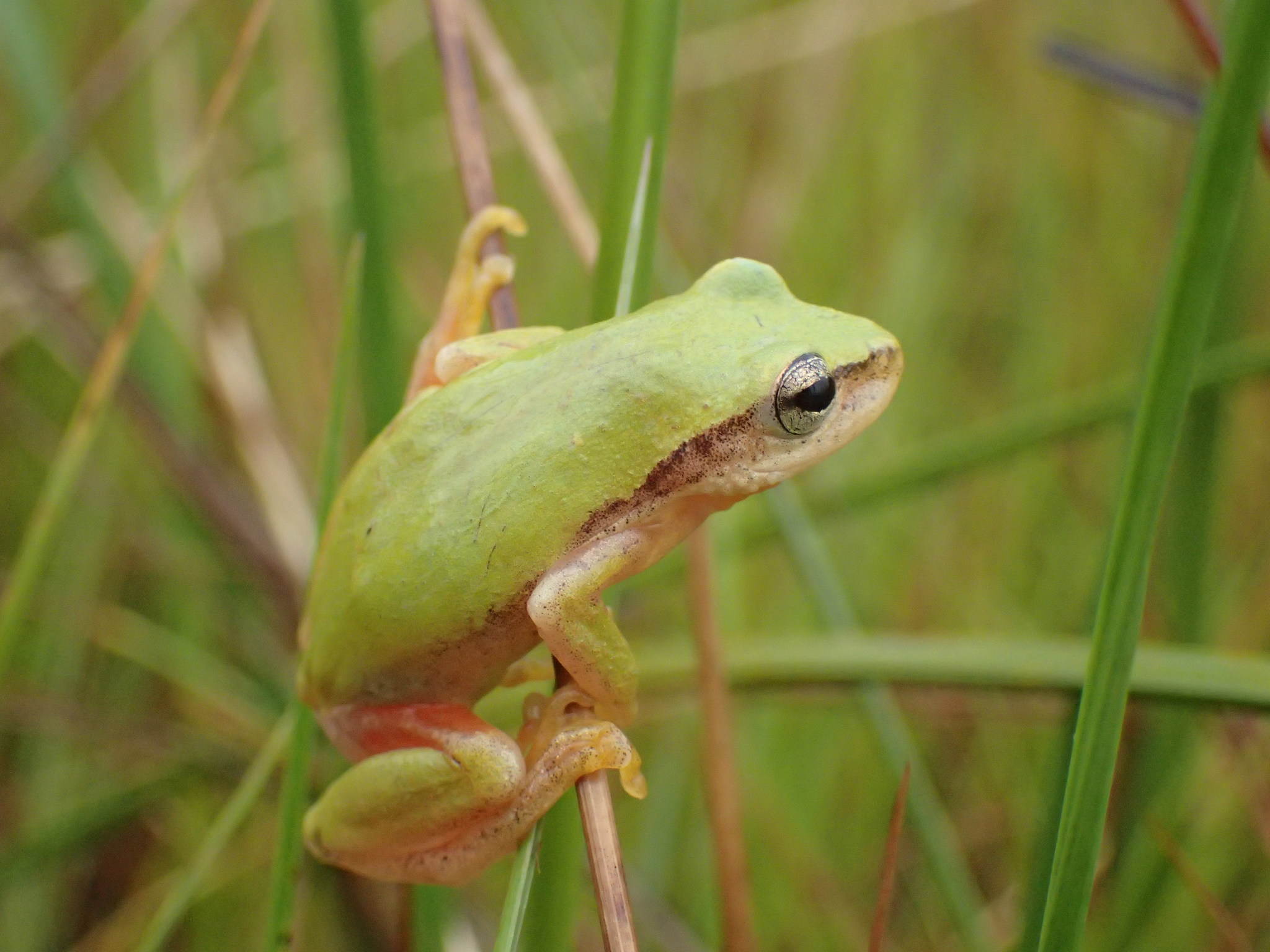
Hyperolius kivuensis ist eine der in den Feuchtgebieten Ruandas am häufigsten auftretenden Froscharten (Bild aus Sambia)

Es wurden 15 Amphibienarten im Feuchtgebiet verzeichnet, die alle von der IUCN als nicht gefährdet eingestuft werden (Stand 2024):
- Afrixalus fulvovittatus
- Afrixalus orophilus
- Amietia angolensis
- Amietophrynus kisoloensis
- Hyperolius alticola
- Hyperolius kivuensis
- Hyperolius lateralis
- Hyperolius viridiflavus
- Kassina senegalensis
- Leptopelis kivuensis
- Phrynobatrachus bequaerti
- Phrynobatrachus natalensis
- Ptychadena chrysogaster
- Ptychadena mascareniensis
- Xenopus wittei

Unter den Reptilien wurde das Raue Bergchamäleon (Chamaeleo rudis), die Eidechsenart Adolfus jacksoni und die Natternart Philothamnus ruandae gesichtet. Im Feuchtgebiet kommen nur wenige Fischarten, darunter die Raubwelsart Clarias liocephalus und Arten der Gattung Haplochromis, vor.

## Umweltprobleme und Umweltschutz

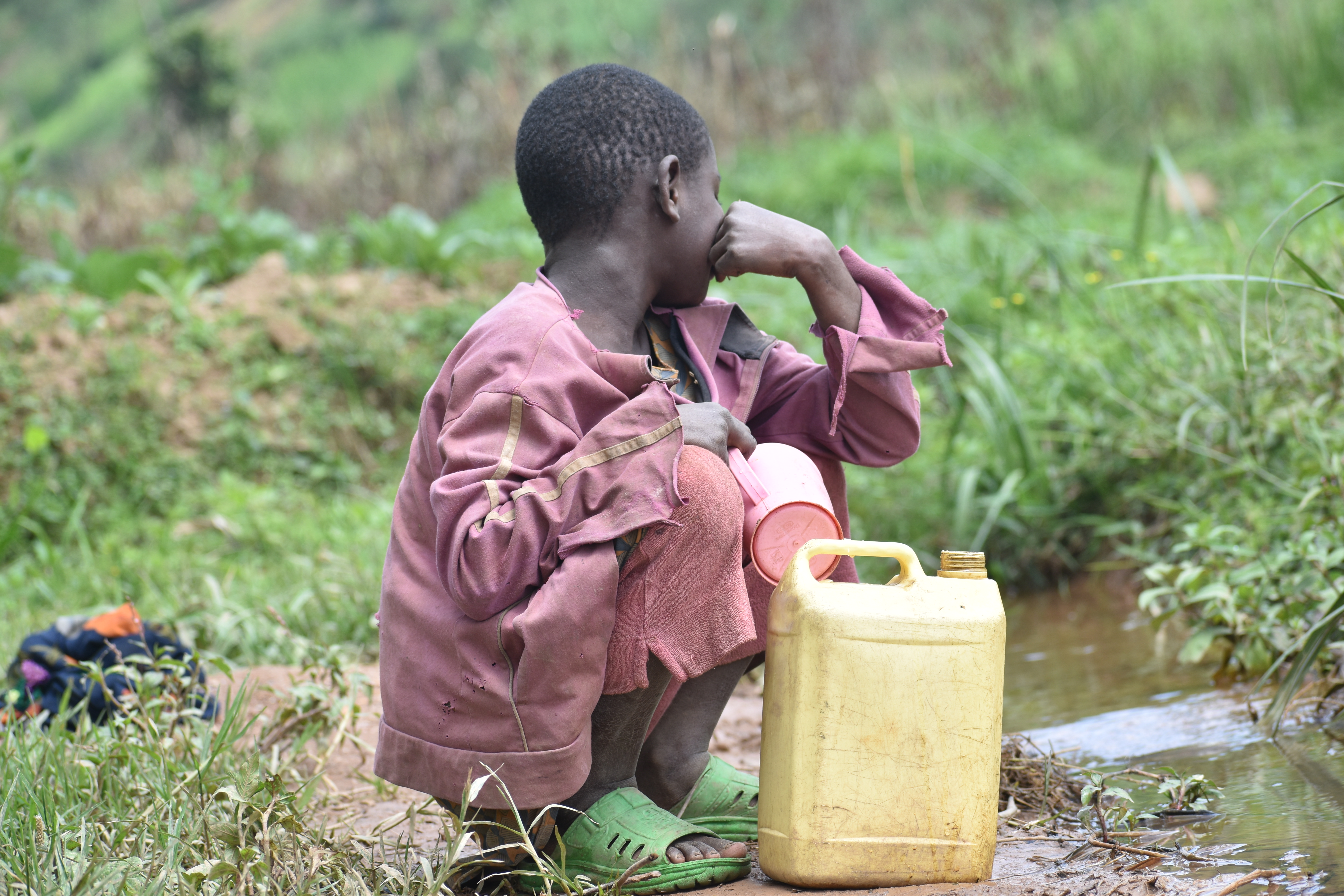
Ein Kind holt im Feuchtgebiet Wasser

Ruanda ist eines der am dichtesten bevölkerten Länder Afrikas und der Welt und ein Großteil der Bevölkerung arbeitet in der Landwirtschaft. Durch den Bevölkerungsdruck sind Gebiete wie der bereits weitestgehend abgeholzte Gishwati-Wald oder Feuchtgebiete wie das im Rugezi-Tal gefährdet. Während der Trockenzeit wird die Vegetation im Feuchtgebiet geschnitten und verbrannt oder anderweitig genutzt. Das Wasser wird oft für den Privatgebrauch gesammelt oder vor Ort zum Wäsche waschen genutzt. Auch illegale Fischerei findet statt. Zudem tragen Beweidung, Entwässerung und Straßenbau zur Beeinträchtigung des Feuchtgebiets bei.
Aufgrund seiner sowohl nationalen als auch internationalen ökologischen Bedeutung wurde das Rugezi-Feuchtgebiet durch die Regierung Ruandas als Schutzgebiet ausgewiesen. Die Rwanda Wildlife Conservation Association (RWCA) startete zudem ein Projekt zur Renaturierung. In Zusammenarbeit mit der lokalen Bevölkerung, die für die Arbeit im Naturschutz finanziell unterstützt wird, wurden mehr als 30.000 einheimische Bäume auf zwei Inseln im Feuchtgebiet gepflanzt. Durch die weitere Pflege der Bäume wurde für diese eine Überlebensrate von 85 Prozent erreicht. Zudem wurden an anderen Stellen außerhalb des Feuchtgebiets Weideflächen geschaffen. Außerdem gibt es seit 2011 Bemühungen der International Crane Foundation für den Schutz des stark gefährdeten Südafrika-Kronenkranichs. So wurden beispielsweise Futtermittelproduktionsgenossenschaften und moderne Imkereimethoden gefördert, um die Verwendung von Pflanzen aus dem Feuchtgebiet als Viehfutter bzw. die bei der traditionellen Imkerei eingesetzten Brände zu verringern. Zudem wird der Ökotourismus unterstützt und sich für die Einrichtung des Feuchtgebiets als Nationalpark eingesetzt. Auch die Rwanda Wildlife Conservation Association und die Non-Profit-Organisation Rainforest Trust werben für eine Ausweisung als fünfter Nationalpark Ruandas neben dem Akagera-, Nyungwe-, Vulkan- und Gishwati-Mukura-Nationalpark.